# Bir Mokkadem
Bir Mokkadem è un comune dell'Algeria, situato nella provincia di Tébessa.